# 刑法 (中華民国)
刑法 (中華民国)（けいほうちゅうかみんこく/繁:中華民國刑法）では、中華民国（台湾）の刑法について述べる。

## 歴史
1901年1月29日に西太后が「法令変張」の上諭を公布すると、中国の歴史上初めての近代的な刑法典である大清刑法律が公布される。しかし、大清刑法律は施行されることなく、辛亥革命によって大清刑法律は消滅する。この大清刑法律の規定を修正し、この1912年3月10日に袁世凱は、中華民国初の刑法典として、暫行新刑律を制定した。現在の刑法に対して、暫行新刑律は「旧刑法」と呼ばれる。中華民国は、日本をはじめとする刑法学の研究を翻訳することで刑法学の研究を進め、犯罪論に関してはドイツの学問から輸入した。

## 刑罰
中華民国刑法第33条によると、死刑、無期徒刑、2ヶ月以上15年以下の有期徒刑、1日以上60日未満の拘役、罰金の刑罰が存在する。